# Освальд Газельрідер
Освальд Газельрідер (нім. Oswald Haselrieder; *22 серпня 1971, м. Фіє-алло-Шиліар, Італія) — італійський саночник, який виступає в санному спорті на професійному рівні з 1990 року. Титулований ветеран команди, дебютував в національній команді, як учасник зимових Олімпійських ігор в 1992 році, здобувши одразу 7 місце в одиночних змаганнях, в 1998 році посів уже з парних змаганнях 6 місце, а в 2002 році в Солт Лейк Сіті — 7 місце, в 2006 році вони з напарником здобули бронзові нагороди, а в 2010 році в Ванкувері посіли 9 місце в парному розряді. Входить до числа 10 найкращих саночників світу, а в парному розряді виступає разом з саночником Герхардом Планкенштайнером також добивався численних нагород на світових форумах саночників.